# Zonitodema caerulans
Zonitodema caerulans es una especie de coleóptero de la familia Meloidae.

## Distribución geográfica
Habita en África.